# Mastacembelus signatus
Mastacembelus signatus és una espècie de peix pertanyent a la família dels mastacembèlids.

## Descripció
- Fa 27,5 cm de llargària màxima.
- Nombre de vèrtebres: 86.[5][6]

## Hàbitat
És un peix d'aigua dolça, bentopelàgic i de clima tropical.

## Distribució geogràfica
Es troba a Àfrica: llac Bangwelo i rius Congo i Chambezi.

## Observacions
És inofensiu per als humans.